# 影山任佐
影山 任佐（かげやま じんすけ、1948年2月3日 - ）は、日本の医学者、精神科医。専門は、犯罪精神医学・犯罪精神病理学・臨床犯罪学・精神医学史・臨床精神医学・精神保健学。東京工業大学名誉教授。医学博士。福島県出身。2011年の国際犯罪学会以降、「総合犯罪学」(Comprehensive Criminology) と「統合犯罪学」(Integrative Criminology <Integrated Criminology>) を提唱している。

## 来歴
1948年、福島県郡山市に生まれる。1966年、福島県立安積高等学校卒業。1972年、東京医科歯科大学医学部医学科卒業、東京医科歯科大学神経精神科入局。
1974年、東京医科歯科大学難治疾患研究所犯罪精神医学部門助手。1978年 - 1979年、文部省在外研究員として、パリ大学犯罪研究所、サンタンヌ病院に留学。1981年、医学博士（東京医科歯科大学）、東京医科歯科大学難治疾患研究所講師。1990年、東京工業大学保健管理センター助教授（工学部併任）、1994年、同教授。1998年、同大学大学院総合理工学研究科人間環境システム専攻教授（併任）、2012年、東京工業大学名誉教授、郡山精神医療研究所顧問。2014年、昭和女子大学客員教授。

## 受賞歴
- 2002年 - 日本犯罪学会賞

## 学会
- 日本犯罪学会理事長
- 日本精神医学史学会理事
- 日本司法精神医学会評議員
- 日本精神衛生会参与
- 全国大学メンタルヘルス研究会名誉会員
- 全国大学保健管理協会名誉会員
- membre d’honneur du « comité scientifique » de la revue de l’Association pour la Fondation Henri Ey (les Cahiers Henri Ey) (membre correspondant de  l’Association pour la Fondation Henri Ey)

## 著書

### 単著
- 『暗殺学』世界書院、1984年。
- 『フランス慢性妄想病論の成立と展開』中央洋書出版部、1987年。
- 『アルコール犯罪研究』金剛出版、1992年。
- 『殺人学ハンドブック』ソフィア書店、1996年。
- 『エゴパシー・自己の病理の時代』日本評論社、1997年。
- 『仮面をかぶった子供たち』ごま書房、1997年。
- 『普通の子がキレる瞬間』ごま書房、1998年。
- 『「空虚な自己」の時代』NHK出版（NHKブックス)、1999年。
- 『テキストブック殺人学 -プロファイリングの基礎-』日本評論社、1999年。
- 『犯罪精神医学研究 -「犯罪精神病理学」の構築をめざして-』金剛出版、2000年。
- 『超のび太症候群』河出書房、2000年。
- 『少年はいつ犯行を決意するのか』KKロングセラーズ、2000年。
- 『自己を失った少年たち -自己確認型犯罪を読む-』講談社（選書メチエ)、2001年。
- 『心の病と精神医学』ナツメ社、2002年。
- 『殺人犯罪学』ナツメ社、2009年。
- 『誰でもよかった -無差別殺傷になぜ走る-』ごま書房新社、2009年。
- 『罪と罰と精神鑑定 -「心の病み」をどう裁くか-』集英社インターナショナル、2009年。
- 『犯罪精神病理学-実践と展開-』金剛出版、2010年。
- 『犯罪学と精神医学史研究』金剛出版、2015年。
- 『犯罪学と精神医学史研究 II』金剛出版、2017年。

### 共編著
- 中田修、小田晋、影山任佐、石井利文（編著）『精神鑑定事例集』日本評論社、2000年。
- 影山任佐（編著）『非行 —彷徨する若者、生の再構築へ向けて—』ゆまに書房、2007年。
- 影山任佐・松下正明（編著）、影山任佐責任編集『現代精神医学の礎Ⅱ、統合失調症・妄想』時空出版、2009年。
- 中田修、小田晋、影山任佐、石井利文（編著）『精神鑑定事例集Ⅱ』日本評論社、2010年。
- 影山任佐・松下正明（編著）、松下正明責任編集『現代精神医学の礎Ⅲ、神経心理学、脳器質性疾患・外因精神病』時空出版、2010年。
- 影山任佐・松下正明（編著）、松下正明責任編集『現代精神医学の礎Ⅳ、気分障害・非定型精神病、児童精神医学、精神科治療、社会精神医学・司法精神医学』時空出版、2010年。
- 影山任佐・松下正明（編著）、影山任佐責任編集『現代精神医学の礎Ⅰ、精神医学総論』時空出版、2011年。

### 翻訳
- アンリ・バリュック『フランス精神医学の流れ』東京大学出版会、1982年。
- A. エスナール『フロイトからラカンへ』金剛出版、1983年。
- ルネ・スムレーニュ『フィリップ・ピネルの生涯と思想』中央洋書出版部、1988年。
- フィリップ・ピネル『精神病に関する医学・哲学論』中央洋書出版部、1990年。
- アンリ・エー、古川冬彦（共訳）『幻覚論Ⅰ（幻覚総論）』金剛出版、1995年。
- D. アーチャー、R. ガードナー(監訳）『暴力と殺人の国際比較』日本評論社、1996年。
- デルウィン・P. タツム、デヴィッド・A. レーン、齋藤憲司（共訳）『いじめの発見と対策 -イギリスの実践に学ぶ』日本評論社、1996年。
- ロナルド・M. ホームズ、スティーヴン・T. ホームズ、（監訳）『プロファイリング・犯罪心理分析入門』日本評論社、1997年。
- ロナルド・M. ホームズ、スティーヴン・T. ホームズ『殺人プロファイリング入門』日本評論社、2005年。
- E. クレペリン『クレペリン回想録』日本評論社、2006年。
- J.ロバート・リリー、フランシス・T・カレン、リチャード・A・ポール、（監訳）『犯罪学（第5版） -理論的背景と帰結-』金剛出版、2013年。
- J. ファロン『サイコパス・インサイド』金剛出版、2015年。

## 論文
- 「暗殺の精神病理」『現代思想』第4巻、1976年、78-84頁。
- 「妄想知覚について−共同主観的存在構造論からのアプローチ−」『現代思想』第4巻、1976年、216-221頁。
- 「アルコール酩酊下における情動行為−事例と考察−」『犯罪学雑誌』第41巻、1975年、206-216頁。
- 「フランス司法精神医学の源流-モノマニー学説−」『犯罪学雑誌』第47巻、1981年、45-65頁。
- 「モノマニー学説とフランス慢性妄想病論の誕生」『精神医学』第23巻、1981年、316-330頁。
- 影山任佐・中田修「病的酩酊の幻覚症（幻覚症型病的酩酊）について」『精神医学』第26巻、1984年、915-928頁。
- “Sur l’histoire de la monomanie”. L’évolution psychiatrique 49:  155-162. (1984).
- 「大量殺人について−地検の起訴前鑑定６年間の事例および統計的研究−」『犯罪学雑誌』第53巻、1987年、170-183頁。
- 「自閉症者の犯罪と精神鑑定」『犯罪学雑誌』第55巻、1989年、43-53頁。
- 「アルコール酩酊における自殺−抑うつ型と攻撃性反転型」『精神医学』第55巻、1989年、701-707頁。
- 「反応性精神病 −情動と世界変容−」『臨床精神医学』第18巻、1989年、1613-1623頁。
- O. Nakata, Kageyama, (1989). “Aggression and Drinking”. Act Crim Japon (55):  267-272.
- “Comparative Study of Assassination Among Japan, Europe and America (USA)”. Act Crim Japon (56):  78-85. (1990).
- 影山任佐・早川直実「:パラノイアの犯罪と迫害妄想者の類型分類」『臨床精神医学』第22号、1993年、1633-1639頁。
- 「多重人格の古典と現代的意義」『Imago』第4号、1993年、34-48頁。
- 「覚醒剤依存と犯罪−理論モデルと他の薬物依存および精神分裂病犯罪との比較−」『臨床精神医学』第23号、1994年、563-573頁。
- 「犯罪学方法論の史的考察序論—自然科学と人間科学の方法論争−」『Imago』第5号、1994年、42-55頁。
- 影山任佐・石井利文「イジメ考−攻撃性と新人類−」『こころの科学』第67号、1995年、9-16頁。
- 影山任佐・石井利文・長谷川直実・原　淳「殺人率および自殺率からみた我が国の青少年男性の世代的分類の試み-攻撃性と社会病理」『精神医学』第38号、1996年、807-815頁。
- 「空虚な自己＝エンプティ・セルフ」『こころの科学』第76号、1997年、2-8頁。
- 「ストーカー・愛と憎しみの病理」『こころの科学』第72号、1997年、9-16頁。
- 「フランス司法精神医学と新刑法典-フランスにおける精神鑑定の理論と実際-」『精神医学』第39号、1997年、601-608頁。
- J. Kageyama and T. Ishii (1997). “Comparions of pre- and postwar suicide and homicide rates in Japan -aggression and social problem-”. Act Crim Japon 63:  122-132.
- J. Kageyama, T. Ishii, K. Saito and K. Kusaka (2000). “The nature and diurinal variation of criminal acts committed by patients with mood disorders”. Int J Law Psychiatry 23:  53-59.
- 「現代日本の犯罪と現代社会：「自己確認型」犯罪」『精神科治療学』第15巻第12号、2000年、1257-1263頁。
- “Krankheitsformen(Disease Forms)” and “vorgebildete Einrichtungen (Preformed Mechanisums)” in E. Kraepelin’s Nosology .”. Bulletin of Health service center of T.I.T.=2003:  69-76.
- “Violent and juvenile crime in Japan-New type of modern crime: Selfvalidation type.”. XXIXth International Congress on Law and Mental Health (Springer):  546. (2005).
- 「Kraepelinの疾病論と現代精神医学.」『精神医学史研究』第7巻、2003年、7-16頁。
- 「国家医学と法医学成立過程 -片山國嘉｢法医学の系統図｣分析—」『犯罪学雑誌』第74巻、2008年、9-30頁。
- 「キャンパス・メンタルヘルスへの現代的課題、その理念と実践 −SRO運動の展開とトータルケア＆サポートシステムの構築-」『大学と学生』第68号、2009年、6-16頁。
- 「大学生の自殺の実態と防止：生きる力の再生に向けての総合的対策の提言」『Campus Health』第47巻第1号、2010年、56-62頁。
- “Comprehensive Criminology, Criminal Psychopathology, Actual State and Future”. The Book of Abstracts.Plenary Sessions.16th World Congress, International Society for Criminology:  22-23. (2011).
- 「統合失調症と犯罪−犯罪精神病理学の見地から−」『Progress in Medicine』第32巻、2012年、2396-2402頁。
- “Criminal Psychopathology, Actual State and Future: from Comprehensive Criminology to Integrated Criminology”. Act Crim Japon 78:  131-138. (2012).
- 「総合犯罪学と統合犯罪学」『犯罪学雑誌』第78巻、2012年、91-92頁。
- 「日本犯罪学会および犯罪学の歴史的研究Ｉ −日本犯罪学会誕生と犯罪精神医学の先駆者(杉江董)−」『犯罪学雑誌』第79巻、2013年、101-132頁。
- 「日本犯罪学会および犯罪学の歴史的研究II −第二期日本犯罪学会と葛藤犯罪学の先駆者（菊地甚一）−」『犯罪学雑誌』第80巻、2014年、151-208頁。
- 「犯罪原因論入門-犯罪理論の諸相と展開-」『罪と罰』第51巻第3号、2014年、132-146頁。

## 関連人物
- 中田修
- 松尾浩也
- 小田晋
- 福島章
- 島薗安雄
- 松下正明
- 岡田靖雄
- 融道男
- 末松安晴
- 品川萬里
- 粥川裕平